# Mal ordonné
En héraldique, un groupe de trois meubles en triangle est par défaut  « deux en chef et un en pointe ». Il est donc inutile, voire fautif de le préciser. À l’inverse, si ces meubles sont disposés « un en chef et deux en pointe », ils sont blasonnés mal ordonnés.

## Exemples

Montfaucon : de sinople à trois fleurs de lys d'argent mal ordonnées.
Tupigny de Bouffé ... en pointe de trois croissants d'argent mal ordonnés.
Guigneville-sur-Essonne ... accompagné, en chef, de trois croissants d'argent mal ordonnés ....